# Topacio Fresh

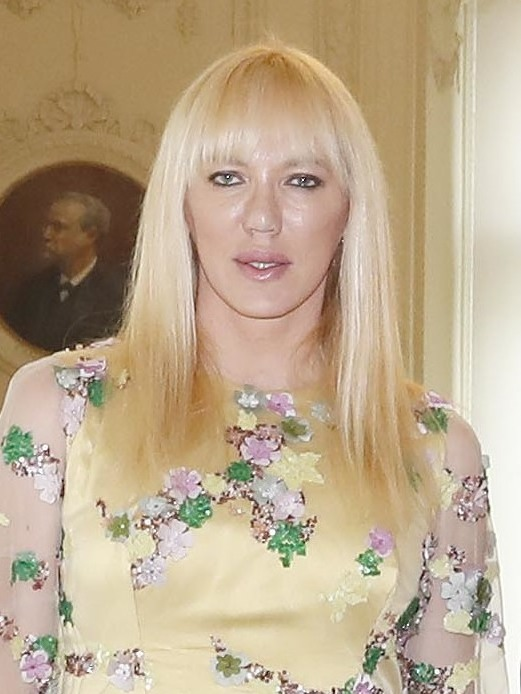
Topacio Fresh

Topacio Fresh (geboren am 26. Dezember 1973 in Rosario) ist eine argentinische Sängerin, Schauspielerin, Tänzerin, Künstlerin und Aktivistin.

## Leben
Sie wurde in Rosario geboren. Ihre Eltern zogen mit ihr im Alter von sechs Jahren nach Buenos Aires und später nach Miami (USA). In ihrer Jugend zog sie alleine nach Barcelona, Spanien. Ihren Künstlernamen Topacio (deutsch: Topas) Fresh leitete sie von einem Spitznamen ab, den sie zu Schulzeiten erhalten hatte und ergänzte diesen um einen Nachnamen, der ihrer Ansicht nach zum Show-Geschäft passte. In einem Interview mit der Zeitung Chic im Dezember 2013 gab sie bekannt, dass sie Israel Cotes in Las Vegas geheiratet habe. Fresh wurde als Mann geboren und unterzog sich einer geschlechtsangleichenden Operation. Am 12. Dezember 2013 wurde die Anpassung ihrer offiziellen Dokumente abgeschlossen. Fresh ist bekannt für ihre Arbeit mit der Sängerin Alaska und mit Mario Vaquerizo bei MTV. Im Sommer 2007 führte sie für 17 Wochen die Single-Charts an. 2018 nahm sie an der argentinischen Tanzshow „Bailando con las estrellas“ teil. Sie schied nach der ersten Sendung aus.

## Filmografie
| Jahr      | Film                                           | Art (TV-Serie, Film, Movie o. ä.) | Folgen | übernommene Rolle | Auftritt als          |
| --------- | ---------------------------------------------- | --------------------------------- | ------ | ----------------- | --------------------- |
| 2006      | Carta blanca                                   | TV-Serie                          | 1      |                   |                       |
| 2006      | Los nº1 de 40 en concierto                     | TV Special                        |        |                   |                       |
| 2006      | Operación triunfo                              | TV-Serie                          | 1      |                   | Musical Gast          |
| 2006      | rucitys                                        | TV-Serie                          | 1      |                   | Musical Gast          |
| 2006      | disco del año 06                               | TV Special                        |        | Fangoria          |                       |
| 2007      | ¡¡¡Todas!!!                                    | Kurzfilm                          |        | Seimi             | Schauspielerin        |
| 2007      | XI edición de los 'Premios de la música'       | TV Special                        |        | Fangoria          |                       |
| 2007      | ¡Viven!                                        | Video                             |        | Fangoria          |                       |
| 2012      | Miradas 2                                      | TV-Serie/ Dokumentation           |        |                   | Moderator             |
| 2012      | Run a Way                                      | Kurzvideo                         |        | La Jurado         | Witching and Bitching |
| 2013      | Bruja                                          | nicht ausgestrahlt                |        |                   |                       |
| 2014      | Torres y Reyes                                 | TV-Serie                          |        |                   | Gast (und Zuschauer)  |
| 2015      | Droga oral                                     | Dokumentation                     |        |                   | Moderator             |
| 2016      | Pasapalabra                                    | TV-Serie                          | 3      |                   | Kandidat              |
| 2017      | Almorzando con Mirtha Legrand                  | TV-Serie                          | 1      |                   | Gast                  |
| 2018      | It is Not the Pornographer That is Perverse... | Film                              |        |                   |                       |
| 2018      | Looser                                         | TV-Serie                          | 1      | Galerista sicaria | Schauspielerin        |
| 2018      | Generación Instantánea                         | TV-Dokumentation                  |        |                   |                       |
| 2018      | Bailando con las estrellas                     | TV-Serie                          | 2      |                   | Kandidat              |
| 2018      | Las Uñas                                       | TV-Serie                          | 1      |                   | Gast                  |
| 2011–2018 | Alaska y Mario                                 | TV-Serie                          | 24     |                   |                       |
| 2018      | Las Campos                                     | TV-Serie                          | 1      |                   |                       |
| 2018      | MasterChef Celebrity                           | TV-Serie                          | 1      |                   | Gast                  |
| 2019      | Pain and Glory                                 | nicht ausgestrahlt                |        | Espectadora       | Schauspielerin        |
| 2016–2019 | Paquita Salas                                  | TV Series                         | 2      | Topacio           | Schauspielerin        |
| 2019      | Ven a cenar conmigo: Gourmet Edition           | TV-Serie                          | 4      |                   | Kandidat              |
| 2020      | Veneno                                         | Miniserie                         | 1      | Mujer de Paco     | Schauspielerin        |